# Richard Owen
Richard Owen (Lancaster, 20 juli 1804 – Londen, 18 december 1892) was een Brits anatoom, zoöloog en paleontoloog. Owen onderzocht de in zijn tijd pas ontdekte fossielen van de groep uitgestorven reptielen, waarvoor hij de naam Dinosauria (dinosauriërs) bedacht. Daarnaast was hij een bekende tegenstander van Charles Darwins theorie van natuurlijke selectie. Zijn eigen ideeën over evolutie gingen veel minder ver dan die van Darwin. Owen was de drijvende kracht achter de stichting van het Natural History Museum in Londen in 1881 en de openstelling van het museum voor het grote publiek.

## Levensloop

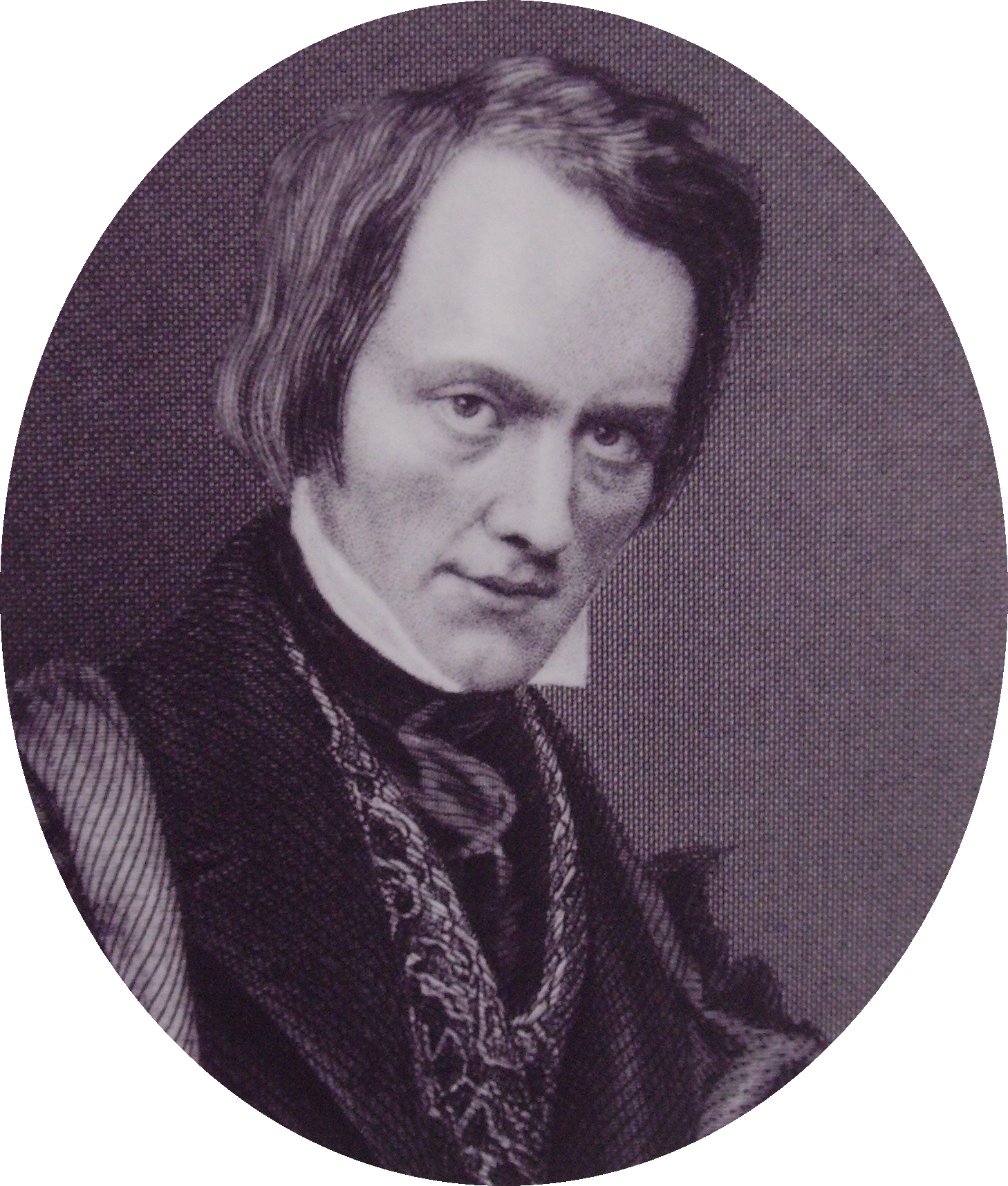
Richard Owen op jongere leeftijd (c. 1846)

Owen groeide op en ging naar school in Lancaster. Zijn vader overleed toen hij vijf jaar oud was. Nadat hij zijn schooltijd had afgerond trad hij in dienst bij de Royal Navy, maar dit beviel hem niet en hij keerde terug naar Lancaster in 1820 om in de leer te gaan bij een lokale chirurg en apotheker. In 1824 ging hij aan de universiteit van Edinburgh medicijnen studeren, terwijl hij privélessen volgde bij de anatoom John Barclay. Een jaar later vertrok hij uit Edinburgh om zijn studie te beëindigen als assistent in het St Bartholomew's Hospital in Londen, waar hij onder de bekende chirurg John Abernethy werkte. Zowel Barclay als Abernethy waren tegenstanders van het materialisme, het idee dat de hele natuur door wetten te beschrijven valt, dat in de 19e eeuw sterk opkwam. Owen werd door deze twee leraren sterk beïnvloed.
Hoewel Owen op deze manier een normale opleiding tot arts volgde, lag zijn interesse vooral op het gebied van de anatomie. Abernethy raadde hem daarom aan de assistent te worden van William Clift, de conservator van het museum van het Royal College of Surgeons, het Hunterian Museum (Londen). Dit museum had net een grote collectie uit de nalatenschap van de anatoom William Hunter toegewezen gekregen door het Britse koningshuis. De voorwerpen in deze collectie, waaronder veel opgezette dieren en beenderen, moesten gecatalogiseerd en beschreven worden. In plaats van als arts te gaan werken legde Owen zich vanaf dat moment toe op wetenschappelijk onderzoek naar dierlijke anatomie. Hij catalogiseerde de collecties van Hunter, waarmee hij uitgroeide tot een onbetwiste expert op het gebied van de vergelijkende anatomie. Naast het werk aan de collectie was hij ook zelf bezig met voorwerpen te verkrijgen om te ontleden. Hij kreeg toestemming alle dieren die in de London Zoo overleden te onderzoeken voordat de kadavers vernietigd werden.
Net als de Fransman Georges Cuvier, een beroemde geleerde met wie hij al vroeg in zijn carrière vergeleken werd, bestudeerde Owen niet alleen levende soorten maar ook de fossiele beenderen van uitgestorven dieren. Zijn bekendheid groeide en vanaf 1831 gaf hij publieke lezingen, die door leden van de Britse elite en het koningshuis werden bijgewoond. Hij gaf privélessen aan de kinderen van koningin Victoria. Owen ontmoette in 1836 Charles Darwin, die tijdens zijn reis met de Beagle een grote verzameling dieren en fossielen uit onder andere Zuid-Amerika had meegebracht. Darwin, zelf geen anatoom, stelde zijn materiaal aan Owen ter beschikking ter bestudering. In 1836 werd Owen ook aangesteld als hoogleraar aan het Royal College of Surgeons.
Owens carrière werd op latere leeftijd geschaad door beschuldigingen dat hij het werk van anderen niet wenste te erkennen of het soms zelfs onder zijn eigen naam publiceerde. In 1846 kwam bijvoorbeeld uit dat hij in zijn werk over belemnieten (een uitgestorven groep inktvissen) vergeten was te vermelden dat deze groep vier jaar eerder ontdekt was door een amateurbioloog Chaning Pierce. Het schandaal zorgde ervoor dat Owen uit de besturen van de Zoological Society en de Royal Society werd gezet.
In 1849 volgde Owen Clift op als conservator van de collectie van het Royal College of Surgeons, een functie die hij tot 1856 zou blijven houden. Daarna werd hij opzichter van de natuurhistorische collectie van het British Museum. Aan het British Museum zette hij zich in voor een apart museum voor de natuurhistorische collectie. Uiteindelijk leidden zijn inspanningen tot de stichting van het British Museum (Natural History), dat tegenwoordig het Natural History Museum heet. Owen ging pas met pensioen toen het museum compleet was ingericht in 1884. Hij werd daarna geridderd en woonde aan het Richmond Park tot zijn dood in 1892.

## Werk

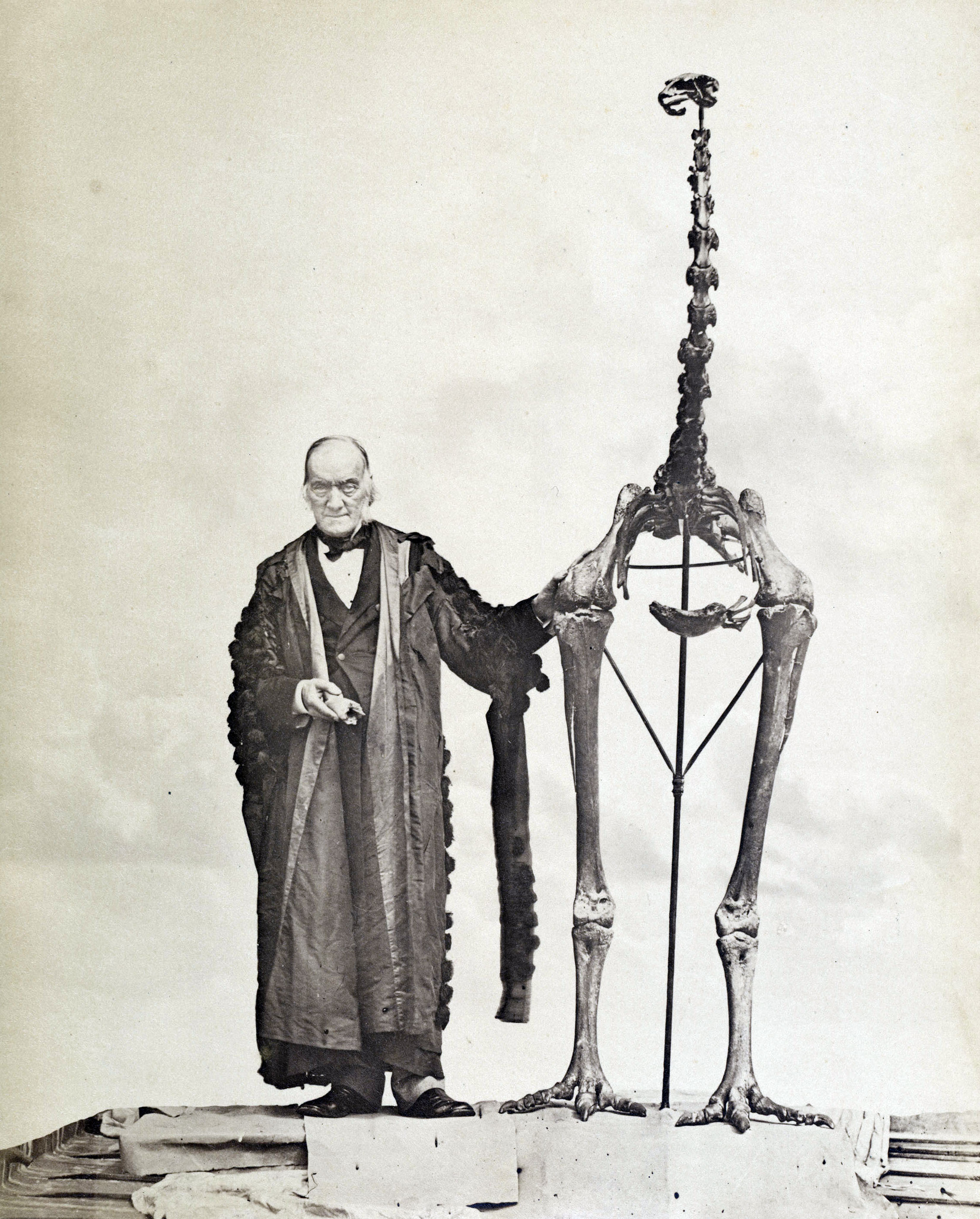
Richard Owen met een Dinornis

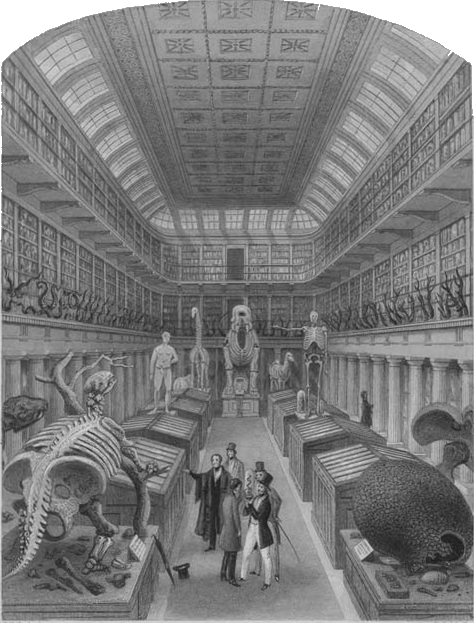
De collectie van het Royal College of Surgeons (Hunterian Museum) in 1844

### Ongewervelden
Owens eerste belangrijke publicaties gingen over ongewervelden. In 1832 verscheen een verhandeling over de Nautilus, dat al snel als een standaardwerk ging gelden. Hij verdeelde daarbij de klasse van de inktvissen (Cephalopoda) in twee ordes: Dibranchiata en Tetrabranchiata. Ook bestudeerde hij sponsdieren, zo was hij de eerste die het venusmandje (Euplectella) beschreef (1841, 1857). In 1835 beschreef hij de rondworm Trichina spiralis, een parasiet die de ziekte trichinose kan veroorzaken. Deze ontdekking werd eigenlijk gedaan door een eerstejaars student aan het Royal College of Surgeons, maar Owen deed alsof hij zelf de ontdekker was.
Owen maakte als eerste een indeling onder de brachiopoden, die lang als standaard zou blijven gelden. Behalve Nautilus bestudeerde hij nog andere weekdieren (Mollusca), zoals Spirula in 1850. Ook beschreef hij in 1873 de degenkrab Limulus.

### Gewervelden
Een van zijn hoogstandjes was de beschrijving van een grote vluchtloze vogel (de moa) aan de hand van een bot, hij verwedde zijn reputatie er onder dat deze vogels op Nieuw-Zeeland gevonden zouden worden, wat een paar jaar later gebeurde.
In 1842 bedacht hij de term Dinosauria voor een groep reuzenreptielen. Hij meende dat die een hoge stofwisseling bezaten, een gedachte die aan het eind van de 20e eeuw weer populair zou worden. In 1854 zag hij toe op de eerste levensgrote reconstructie van een dinosauriër, wat leidde tot de eerste dinosauriër-manie in Engeland.
Owen is ook bekend om zijn beschrijving van het Londense exemplaar van Archaeopteryx waarin hij het dier als een  vogel, zonder eigenschappen van  reptielen, beschreef. Waarschijnlijk om te verhinderen dat het door de darwinisten als "missing link" en daarmee als bewijs voor de evolutietheorie zou worden gebruikt.
Owen was geen echte evolutionist maar dacht dat de verschillende diergroepen zich gevormd hadden naar onderliggende archetypen. Hij was dus een tegenstander van Charles Darwin. In 1851 kreeg hij de Copley Medal. In 1888 was Owen samen met Joseph Dalton Hooker de eerste ontvanger van de Linnean Medal.
- Bibsys: 90813060
- Biblioteca Nacional de España: XX1388111
- Bibliothèque nationale de France: cb123914632 (data)
- Catàleg d'autoritats de noms i títols de Catalunya: 981058613778306706
- CiNii: DA01208754
- Stuttgart Database of Scientific Illustrators 1450–1950: 4313
- Gemeinsame Normdatei: 11916129X
- International Standard Name Identifier: 0000 0001 2136 5461
- Library of Congress Control Number: n80004117
- Nationale Bibliotheek van Tsjechië: nlk20010096108
- Nationale bibliotheek van Australië: 35404123
- Nationale Bibliotheek van Israël: 987007278190805171
- Nationale Bibliotheek van Polen: a0000002805724
- Nederlandse Thesaurus van Auteursnamen: 068685289
- Réseau des bibliothèques de Suisse occidentale: 02-A003663018
- Istituto Centrale per il Catalogo Unico: MILV019409
- LIBRIS: 283081
- SNAC: w6dn4677
- Système universitaire de documentation: 033003297
- Museum of New Zealand Te Papa Tongarewa: 41344
- Trove: 940739
- Virtual International Authority File: 64089233
- WorldCat: E39PBJycVBVqY9KphHCR9d9Rrq